# Gare de Dieulouard
Gare de Dieulouard vasútállomás Franciaországban, Dieulouard településen.

## Vasútvonalak
Az állomást az alábbi vasútvonalak érintik:
- Frouard-Novéant-vasútvonal

## Kapcsolódó állomások
A vasútállomáshoz az alábbi állomások vannak a legközelebb:
- Gare de Belleville
- Gare de Pont-à-Mousson